# Ranunculus schwarzii
Ranunculus schwarzii — вид квіткових рослин з родини жовтецевих (Ranunculaceae). Синонім: Ranunculus cassubicus subsp. schwarzii (Jasiewicz) Jasiewicz.

## Поширення
Поширення: Польща, Україна, Молдова.